# 디에고 마리뇨
디에고 마리뇨 비야르(스페인어: Diego Mariño Villar, 1990년 5월 9일 ~ )는 스페인의 축구 선수로, 현재 UD 알메리아에서 뛰고 있다. 포지션은 골키퍼이다.